# Johann Ludwig Albrecht
Johann Ludwig Albrecht (* 1741 in Weißenfels; † 1. Januar 1814 in Berlin) war ein preußischer Beamter, der unter anderem als Geheimer Finanzrat und Staatsrat tätig war.

## Leben
Albrecht wurde in der früheren Residenzstadt des Herzogtums Sachsen-Weißenfels geboren und wuchs in der sächsischen Landeshauptstadt Dresden auf, wo er Schule und Gymnasium besuchte. Auf das angestrebte Medizinstudium musste er aufgrund des Siebenjährigen Krieges und des damit verbundenen Vermögensverlustes seiner Eltern verzichten. 1766 erhielt Albrecht eine Anstellung bei der Akzise- und Zolldirektion in Glogau, deren Leitung er 1782 nach 16 Jahren praktischer Erfahrung übernahm. 1774 wurde er in den Bund der Freimaurern aufgenommen.
Am 27. Dezember 1786 erfolgte seine Beförderung zum ersten Direktor der Glogauer Provinzialakzisedirektion in der Eigenschaft eines Kriegs- und Domänenrates. In dieser Funktion assistierte er u. a. dem Finanzrat Ludwig August Dieterich bei der Aufstellung neuer Akzisetarife in Schlesien. 1793 wechselte Johann Ludwig Albrecht nach Posen, wo er auf Vorschlag des preußischen Finanzministers Carl August von Struensee von Carlsbach Mitglied einer preußischen Kommission wurde, die das Akzise- und Zollwesen im südlichen Preußen neu einrichten sollte. Wenig später wurde er durch diese Tätigkeit Generalakzise- und Zolldirektor in Südpreußen.
Zum 1. Februar 1789 wurde Albrecht zum Geheimen Kriegsrat und am 21. April 1795 zum Finanzrat befördert. 1802 wurde er mit der Einrichtung des indirekten Steuerwesens in den neuen niedersächsischen preußischen Provinzen beauftragt. 1819 erfolgte seine Beförderung zum Staatsrat. Aus Krankheitsgründen nahm er 1814 seinen Abschied und starb zwei Jahre später an Neujahrstag 1814 an einer Entzündung im Unterleib nach fünf Monaten Krankenlager in Berlin.
Er hinterließ die Witwe geb. Eberbach und vier Kinder, darunter den späteren preußischen Regierungsrat Carl Friedrich Albrecht (* 1774).